# Delphyre meridionalis
Delphyre meridionalis là một loài bướm đêm thuộc phân họ Arctiinae, họ Erebidae.